# Holger Cahill

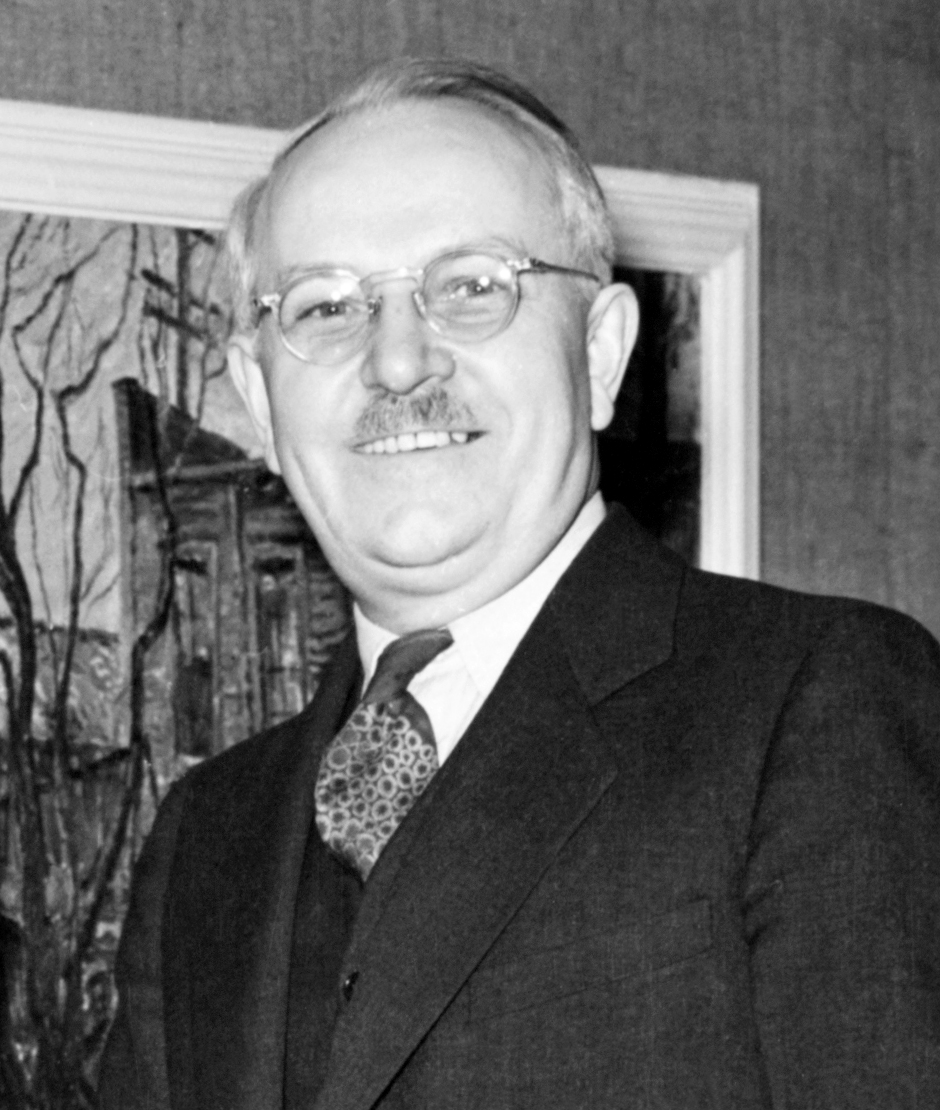
Holger Cahill, der nationale Direktor des Federal Art Project, bei der Eröffnung einer Ausstellung in Illinois 1938

Sveinn Kristján Bjarnarsson (* 13. Januar 1887 in Skógarströnd, Island; † 8. Juli 1960 in Stockbridge, Massachusetts, USA) war ein isländisch-amerikanischer Museumskurator, Experte für Volkskunst und Direktor der Kunstabteilung der Works Progress Administration (WPA). Unter seinem Pseudonym Holger Cahill nahm er eine bedeutende Rolle in der amerikanischen Kunstszene ein, insbesondere als Direktor des Federal Art Project während der New-Deal-Ära in den Vereinigten Staaten.

## Leben
Sveinn Kristján Bjarnarsson wurde 1887 in einem einfachen Torfhaus (Torfhof) auf dem isländischen Bauernhof Breiðabólstaður bei Stykkishólmur auf der Halbinsel Snæfellsnes geboren. Seine Familie emigrierte um 1889 nach Nordamerika, zunächst nach Kanada und später nach North Dakota, wo sie als Landwirte lebten. Dort wurde der Familienname zunächst zu Bjornson und schließlich zu Johnson anglo-amerikanisiert. Seine Kindheit war von extremer Armut und schwierigen familiären Verhältnissen geprägt. Sein Vater verließ die Familie früh und Bjarnarsson lebte zeitweise bei einer isländischen Farmfamilie, die ihn schlecht behandelte. Nach weiteren Familienschwierigkeiten lief er von zu Hause weg, kam in ein Waisenhaus und wurde schließlich von einer gälischsprachigen Familie adoptiert. Erstmals erhielt er regelmäßigen Schulunterricht. Später fand er seine Mutter in North Dakota wieder, mit der er sich jedoch zerstritt. Nachdem er im Mittleren Westen die unterschiedlichsten Berufe – darunter Viehtreiber und Versicherungsvertreter – ausgeübt hatte, zog er kurz vor Ausbruch des Ersten Weltkriegs nach New York. Er belegte Kurse im Fach Journalismus an der New York University und erhielt schließlich eine Stelle als Redakteur beim Scarsdale Inquirer und der Bronxville Review in Westchester County, New York. Zu dieser Zeit änderte er seinen Namen in Holger Cahill und heiratete 1919 Katherine Gridley. Während er Werbetexte für die Society of Independent Artists schrieb, lernte er den Künstler John Sloan und anschließend viele Maler kennen, die zu The Eight gehörten, darunter Robert Henri, George Bellows und Max Weber. Im Jahr 1921 wurde Cahill Mitarbeiter des Newark Museums, das damals zu den führenden Museen für moderne Kunst zählte. Der Museumsdirektor John Cotton Dana ermutigte ihn, Ausstellungen über Volkskunst zu organisieren. Im Museum lernte er eine Assistentin namens Dorothy Miller kennen. 1927 ließ er sich von seiner Frau scheiden.

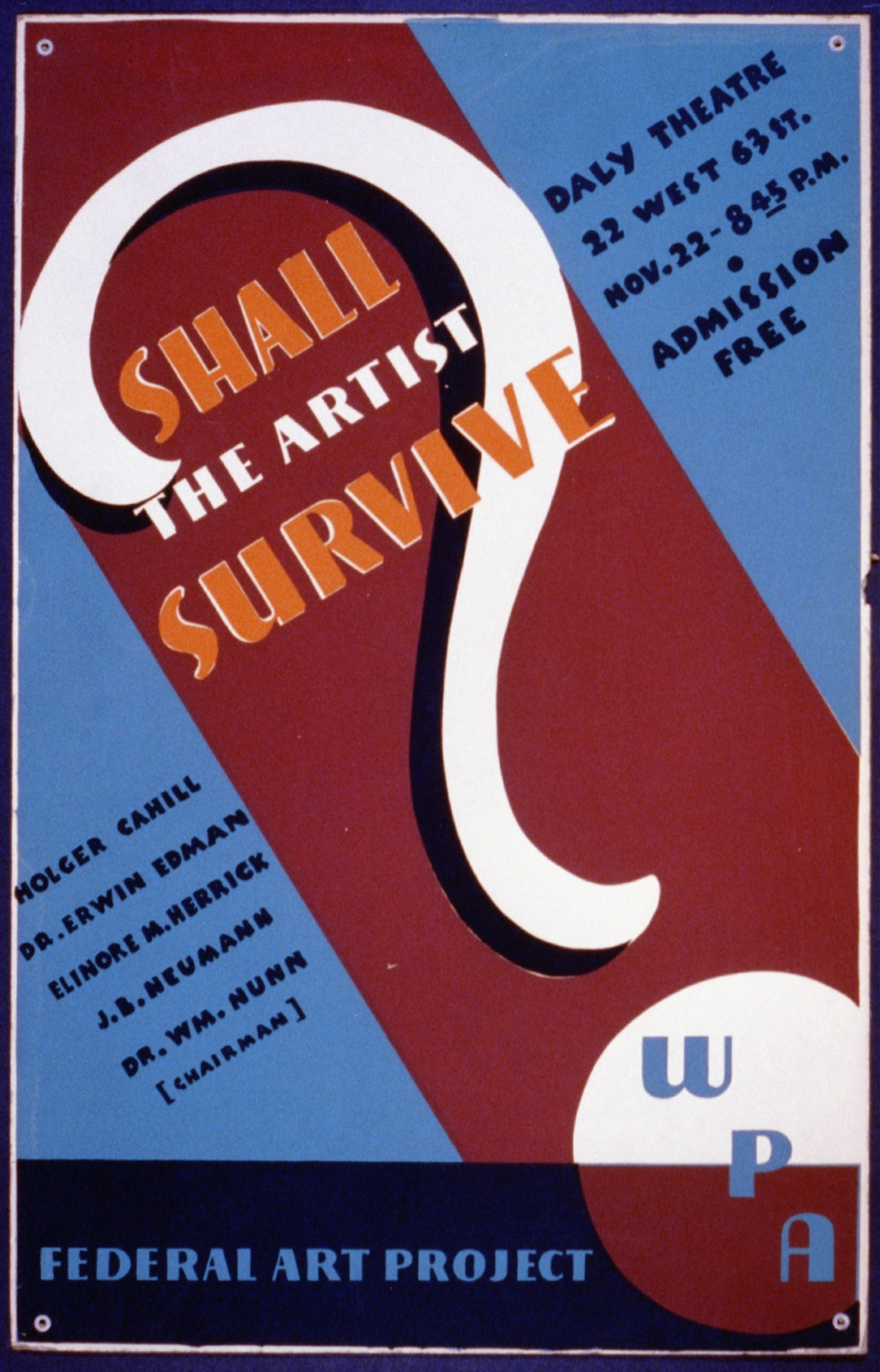
Shall the artist survive? (Wird der Künstler überleben?). Plakat zur Ankündigung eines Forums im Daly Theatre, 22 West 63 St., mit den Referenten Holger Cahill u. a., Plakatsammlung der Work Projects Administration (Library of Congress)

Nach Danas Tod im Jahr 1929 verließ Cahill das Newark Museum, kuratierte jedoch 1930 und 1931 weiterhin Ausstellungen. In dieser Zeit lernte er Alfred H. Barr Jr. kennen, den Direktor des neu gegründeten Museum of Modern Art in New York. Im folgenden Jahr wurde Cahill stellvertretender Direktor des MoMA und kuratierte die Ausstellungen American Folk Art: Art of the Common Man 1750–1900 sowie American Paintings and Sculptures 1862–1932. 1933 eröffnete er die Ausstellung American Sources of Modern Art, die sich mit der alten Kunst Mexikos, Perus und Mittelamerikas und ihrem Einfluss auf Paul Gauguin, die Fauvisten und Kubisten sowie zeitgenössische lateinamerikanische Wandmaler befasste. Holger Cahill etablierte sich durch seine Arbeit für das MoMA als Experte für die Geschichte der modernen Kunst. 1934 leitete er die erste Municipal Art Exhibition of New York und gab zusammen mit Alfred Barr den bedeutenden Katalog Art in America in Modern Times für das Museum heraus. Der Text zu dieser Ausstellung wurde eingesprochen und in einer Reihe von Radiosendungen ausgestrahlt, die von der General Federation of Women’s Clubs unterstützt wurden. Holger Cahill wurde in der Weltwirtschaftskrise angeworben, um das Hilfsprogramm für Künstler der Works Progress Administration (WPA) zu organisieren. Dieses Programm kümmerte sich um die Bedürfnisse von etwa 40.000 Malern, Bildhauern, Musikern, Schriftstellern und Theaterleuten.In Washington, D.C., konnten seine administrativen Fähigkeiten voll zum Tragen kommen. 1935 wurde er Direktor des Federal Art Project und verteilte Gelder an arbeitslose Maler, Bildhauer, Grafiker, Handwerker und Kunstlehrer. 1938 heiratete er Dorothy Miller, die zu dieser Zeit Alfred Barrs Assistentin am MoMA war und später Kuratorin für Malerei und Skulptur wurde. Als das Federal Art Project 1943 endete, zog Cahill zurück nach New York.
Zwar schrieb er einige Artikel über Kunst, doch seine Aktivitäten wurden durch Krankheiten und einen Herzinfarkt im Jahr 1947 behindert. Bis zu dieser Zeit sind mehrere Romane sowie eine für das Oral History Project der Columbia University aufgezeichnete Biografie erschienen. Zum Zeitpunkt seines Todes arbeitete er an einem weiteren Roman mit dem Titel The Stone Dreamer. Holger Cahills Erfahrung als Romanautor und sein Interesse an Sozialgeschichte flossen in seine Kunstgeschichte ein. In seinem Katalog der Volkskunst betonte er die gemeinschaftlichen, utilitaristischen Traditionen dieser weitgehend anonymen Kunst. Er verwischte bewusst die traditionellen Unterscheidungen zwischen bildender Kunst und Volkskunst und skizzierte die visuelle und historische Beziehung zwischen Volkskunst und moderner Kunst. Als Direktor des Federal Art Project gründete er Kunstzentren in den gesamten Vereinigten Staaten und erstellte einen Index of American Design. Seine Arbeitsunterlagen wurden in der New York Public Library und in den Archives of American Art hinterlegt.